# مطار لانزاروت
مطار سيزار مانريك لانزاروت (إياتا: ACE، إيكاو: GCRR) (بالإسبانية: Aeropuerto de César Manrique-Lanzarote)، المعروف باسم مطار لانزاروت والمعروف أيضًا باسم مطار أريسيف، هو المطار الذي يخدم جزيرة لانزاروت في جزر الكناري. يقع المطار في سان بارتولومي، لاس بالماس، على بعد 5 كيلومترات جنوب غرب عاصمة الجزيرة، أريسيف. يتعامل مع رحلات جوية إلى العديد من المطارات الأوروبية، مع مئات الآلاف من السياح كل عام، بالإضافة إلى الرحلات الداخلية إلى مطارات إسبانية أخرى. تعامل مع 7,350,451 مسافرًا في عام 2022.

## تاريخ
كانت الحاجة إلى التحليق فوق لانزاروت على الطريق من إشبيلية إلى جزر الكناري بمثابة الدافع لبناء معسكر إغاثة في يانوس دي غواسيميتا في عام 1936، وهذا يشكل الخطوة الأولى نحو إنشاء مطار على الجزيرة.
في منتصف عام 1940، وافقت القوات الجوية على بناء مطار على جزيرة لانزاروت، كجزء من خطة دفاعية للأرخبيل. يقع المطار على بعد خمسة كيلومترات غرب أريسيف، على ساحل غواسيميتا، داخل بلدية سان بارتولومي.
في عام 1946، تم فتح مطار لانزاروت مؤقتًا أمام حركة المرور المدنية، وتجهيز جزء من المبنى الرئيسي الذي يضم المفرزة العسكرية. وبعد عام واحد، تم الافتتاح الرسمي لحركة المرور الجوي الوطني.
خلال الخمسينيات من القرن العشرين، تم تنفيذ أعمال الإصلاح والتكييف على المدرج، وتم بناء منصة لوقوف الطائرات، وتم اتخاذ خطوات لتزويد المطار بمدرج مؤكد.
في عام 1965، تم تكليف مجلس جزيرة لانزاروت ببناء مدرج مؤكد. تم تركيب منارة مؤقتة على المدرج الجديد مما يسمح بفتح المطار لحركة المرور الليلية عند الطلب.
في عام 1969، تم تنفيذ أعمال بناء مبنى جديد للركاب، وموقف للطائرات، وطريق متصل، وتوسيع المدرج، ومركز إرسال، ومحطة طاقة، وكتلة فنية والتحضر العام. بعد الأعمال، تم تصنيف المطار على أنه من الفئة الثانية وأخيرًا، في 3 مارس 1970، تم فتحه لحركة المرور الجوي المدني الوطني والدولي للركاب.

### مطار من الدرجة الأولى
أدت الزيادة المستمرة لعدد المسافرين من وإلى هذا المطار إلى التفكير في توسعته، وقد شملت أشغال التهيئة والتوسعة كذلك دخول المنارة الجديدة في الخدمة لتحل محل المنارة المحمولة، ومبنى مكافحة الحرائق، وتوسيع منطقة وقوف السيارات. بالاضافة إلى إنشاء ممر للطائرات وطريق سريع للخروج وتوسعة مبنى الركاب. وتسمح المرافق الجديدة بتصنيف المطار ضمن الفئة الأولى لأغراض تطبيق رسوم المطار.
في عام 1988، تم تنفيذ أعمال توسعة وتجديد جديدة في المطار لتلبية الطلب الحالي. بالإضافة إلى ذلك، لزيادة القدرة التشغيلية، تم بناء ممر للطائرات موازيًا للمدرج، وتم توسيع منطقة وقوف السيارات.
في عام 1999، تم افتتاح مبنى الركاب الجديد بسعة كافية للاستجابة لطلب أكثر من سبعة ملايين مسافر سنويًا. تم استكمال البنية التحتية بمداخل جديدة ومواقف سيارات وبرج مراقبة.

### ابتداءا من 2000
في عام 2002، واستجابةً للاهتمام من جانب كل من السياح والسكان المحليين بالتراث الجوي للجزيرة، قررت شركة مطارات إسبانيا استخدام محطة ركاب جواسيميتا كمتحف للطيران. يوفر المتحف نظرة شاملة ومفصلة لتاريخ الطيران في الجزيرة. وهناك عدد من العروض السمعية والبصرية.
تكريمًا للإرث الذي خلفه الفنان المحلي سيزار مانريك، تم تغيير الاسم الرسمي للمطار في عام 2019، تزامنًا مع الذكرى المئوية لميلاد الفنان.

## النقل والمواصلات
يمكن الوصول إلى مطار لانزاروت عبر الحافلات خط رقم 22، يشتغل هذا الخط من الإثنين إلى الجمعة. تتوفر كذلك سيارات الأجرة من الساعة السادسة صباحاً إلى العاشرة مساءاً.

## شركات الطيران والوجهات
أكثر الرحلات الجوية الدولية التي يستقبلها مطار لانزاروت والتي تعرف إقبالا كبيراً هي الرحلات من وإلى المملكة المتحدة، أما باقي الرحلات فهي نحو العواصم الأوروبية.
أما بخصوص الرحلات الداخلية من وإلى لانزاروت فأكثر الخطوط الجوية الداخلية والذي يعرف حركة كبيرة هو الخط الجوي الرابط بين لانزاروت و غران كناريا.

## إحصائيات
| السنوات                                         | عدد المسافرين | حركة الطائرات | الشحن الجوي (بالطن) |
| ----------------------------------------------- | ------------- | ------------- | ------------------- |
| 2004                                            | 5,517,136     | 48,446        | 7,996               |
| 2005                                            | 5,467,499     | 47,158        | 6,629               |
| 2006                                            | 5,626,087     | 50,172        | 6,114               |
| 2007                                            | 5,625,580     | 52,968        | 5,785               |
| 2008                                            | 5,438,178     | 53,375        | 5,430               |
| 2009                                            | 4,701,669     | 42,915        | 4,147               |
| 2010                                            | 4,938,343     | 46,669        | 3,787               |
| 2011                                            | 5,543,744     | 49,675        | 2,873               |
| 2012                                            | 5,168,775     | 44,787        | 2,108               |
| 2013                                            | 5,334,599     | 44,259        | 2,081               |
| 2014                                            | 5,883,039     | 49,575        | 2,050               |
| 2015                                            | 6,128,971     | 50,448        | 1,805               |
| 2016                                            | 6,684,564     | 54,632        | 1,776               |
| 2017                                            | 7,388,964     | 59,477        | 1,824               |
| 2018                                            | 7,327,019     | 60,955        | 1,606               |
| 2019                                            | 7,292,720     | 60,524        | 1,346               |
| 2020                                            | 2,538,345     | 30,056        | 583                 |
| 2021                                            | 3,438,219     | 38,740        | 498                 |
| 2022                                            | 7,350,451     | 63,764        | 589                 |
| المصدر: الموقع الرسمي لإدارة المطارات الإسبانية |               |               |                     |